# Brózik Károly
Brózik Károly (Máramarossziget, 1849. január 9. – Budapest, 1911. július 12.) tanár, geográfus, író.

## Életpályája
Szülei: Brózik Engelbert és Bauer Franciska voltak. A gimnáziumot Máramarosszigeten, Győrben és Szatmáron járta ki. Az egyetemet Budapesten végezte el. 1870-ben segédtanár lett a Budapest II. kerületi főreáliskolában. 1872-ben tanár Körmöcbányán, 1873-ban visszahelyezték eredeti budapesti iskolájába. 1905-ben nyugdíjba vonult.
Számos népszerű földrajzi munka szerzője. Legfőbb érdeme, hogy számos kiváló magyar atlaszt szerkesztett és adott ki.

## Fontosabb atlaszai
- Európa iskolai fali térképe (1893)
- Középiskolai földrajzi atlasz (1898)
- Nagy Magyar Atlasz (1896-1906)
- Történelmi iskolai atlasz (1899)
- Kis atlasz megyei-térképekkel (1900-1908)
- Európa a XVIII. század elején (1901)
- Európa a francia forradalom és Napóleon korában (1901)
- Az Osztrák-Magyar Monarchia néprajzi térképe (1902)

## Művei
- Rendszeres természettani földrajz a középiskolák VII. oszt. számára (Budapest, 1878)
- Mexiko felfedezése és meghódítása. Castilloi Diaz Bernel elbeszélése (átdolgozta, Budapest, 1878)
- Középkori ázsiai utazók (I-II. Budapest, 1881)
  - I. Rubriquis: Utam Tatárországban
  - II. Marco Polo könyve
- Jules Verne A Föld felfedezése I-II. (Budapest, Franklin Kiadó) könyvének fordítása
  - I. A híresebb utazók története a legrégibb időktől a XVIII. századig (1880)
  - II. A XVIII. század híres hajósai (1882)
- A Fokvárostól a marukulumbék országába (1883-1887)
- Serpa Pinto utazása Afrikán keresztül (Budapest, 1884)
- Földrajz gymnasiumok számára (Paszlavszky Józseffel együtt) (Budapest, 1885-1886)
- Földrajz a reáliskolák I. és II. oszt. számára (Budapest, 1886)
- Kolumbus Kristóf. Amerika felfedezése. Az ifjuság számára (Budapest, 1886–1889)
- Földrajz a keresk. iskolák felsőbb oszt. számára. (I-II. Budapest, 1887-1888)
- Földrajz a népiskolák IV., V. és VI. oszt. számára (Budapest, 1890)
- A Fokvárostól a masukulumbék országába 1883-87. dr. Holub Emil után németből fordította (Budapest, 1890-1891)
- A legsötétebb Afrikában (I-II. Budapest, 1891)
- A brit birodalmon keresztül (1892)
- Teleki útja a Rudolf és Stefánia tavakhoz (1892)